# Fitzgerald
Fitzgerald (oder in traditioneller Schreibweise FitzGerald, irisch Mac Gearailt) ist ein patronymisch gebildeter irischer Familienname mit der Bedeutung „Sohn des Gerald“. Der Zusatz „Fitz“ leitet sich vom normannischen/frz. filz/fils ab, das sich selbst vom lateinischen filius „Sohn“ ableitet. Er entspricht dem altnordischen son in der normannischen Tradition. Er wurde den Nachnamen der Herrenfamilien normannischer Abstammung und dann illegitimer Söhne Englands beigegeben.

## Namensträger

### A
- Alexis FitzGerald senior (1917–1985), irischer Politiker
- Alexis FitzGerald junior (1945–2015), irischer Politiker
- Andy Fitzgerald (–2003), US-amerikanischer Jazzmusiker

### B
- Barry Fitzgerald (1888–1961), irischer Schauspieler
- Benedict Fitzgerald (1949–2024), US-amerikanischer Drehbuchautor
- Benita Fitzgerald-Brown (* 1961), US-amerikanische Leichtathletin
- Brian Fitzgerald (* 1947), irischer Politiker

### C
- Caitlin Fitzgerald (* 1983), US-amerikanische Schauspielerin und Filmproduzentin
- Casey Fitzgerald (Footballspieler) (* 1985), US-amerikanischer American-Football-Spieler
- Casey Fitzgerald (Eishockeyspieler) (* 1997), US-amerikanischer Eishockeyspieler
- Casey Fitzgerald (Schauspielerin), US-amerikanische Schauspielerin
- Charles Fitzgerald (Gouverneur) (1791–1887), britischer Gouverneur von Gambia und Western Australia
- Charles Cooper Penrose Fitzgerald (1841–1921), britischer Admiral, Gründer des Order of the White Feather
- Charles Patrick Fitzgerald (1902–1992), britisch-australischer Historiker und Hochschullehrer
- Ciaran Fitzgerald (* 1952), irischer Rugbyspieler und -trainer
- Colin Fitzgerald (* 1955), australischer Radrennfahrer

### D
- Dan Fitzgerald (1928–2017), US-amerikanischer Schauspieler
- Desmond FitzGerald (1888–1947), irischer Politiker

### E
- Eamon Fitzgerald (* 1945), irischer Zisterzienser
- Eamonn Fitzgerald (1906–1958), irischer Dreispringer
- Edward Fitzgerald (Politiker) (1763–1798), irischer Adliger und Politiker
- Edward FitzGerald (Schriftsteller) (1809–1883), britischer Schriftsteller und Übersetzer
- Edward Fitzgerald (Bischof) (1833–1907), irisch-US-amerikanischer Geistlicher, Bischof von Little Rock
- Edward Fitzgerald (Eishockeyspieler) (1890–1966), US-amerikanischer Eishockeyspieler
- Edward Arthur FitzGerald (auch Edward A. Fitz Gerald; 1871–1931), US-amerikanischer Bergsteiger
- Eithne FitzGerald (* 1950), irische Politikerin der Irish Labour Party
- Ella Fitzgerald (1917–1996), US-amerikanische Sängerin
- Erin Fitzgerald (* 1972), kanadische Schauspielerin und Synchronsprecherin

### F
- F. Scott Fitzgerald (Francis Scott Key Fitzgerald; 1896–1940), US-amerikanischer Schriftsteller
- Fern Fitzgerald (* 1947), US-amerikanische Schauspielerin
- Frances Fitzgerald (Politikerin) (* 1950), irische Politikerin
- Frances FitzGerald (Journalistin) (* 1940), US-amerikanische Journalistin
- Frances Scott Fitzgerald (1921–1986), US-amerikanische Schriftstellerin und Journalistin
- Frank Fitzgerald (Politiker) (1885–1939), US-amerikanischer Politiker
- Frank T. Fitzgerald (1857–1907), US-amerikanischer Jurist und Politiker
- Frankie Fitzgerald (* 1985), englischer Schauspieler
- Frederick Richard FitzGerald (1869–1944), britischer Landschaftsmaler und Aquarellist

### G
- Gale Fitzgerald (* 1951), US-amerikanische Fünfkämpferin und Hürdenläuferin
- Garret FitzGerald (1926–2011), irischer Politiker
- Garret Adare FitzGerald (* 1950), irischer Mediziner
- Gene FitzGerald (1932–2007), irischer Politiker (Fianna Fáil)
- George FitzGerald (Musikproduzent), britischer DJ und Musikproduzent
- George Francis FitzGerald (1851–1901), irischer Physiker
- Gerald FitzGerald, 8. Earl of Kildare (genannt the Great Earl, auch Gerait Mor; um 1456–1513), irischer Adliger
- Gerald FitzGerald, 9. Earl of Kildare (genannt the Young, auch Gearóid Óg; 1487–1534), irischer Adliger
- Gerald FitzGerald, 8. Duke of Leinster (Marquess of Kildare; 1914–2004), irischer Adliger und Politiker
- Geraldine Fitzgerald (1913–2005), irisch-amerikanische Schauspielerin
- Glenn Fitzgerald (* 1971), US-amerikanischer Schauspieler
- Greg P. Fitzgerald, Tontechniker

### H
- Hilde Kramer-Fitzgerald (1900–1974), deutsche Vertreterin der Arbeiterbewegung und britische Sozialarbeitswissenschaftlerin

### J
- Jack Fitzgerald (um 1873–1929), britischer Politiker
- Jack Fitzgerald (Radsportler) (1899–unbekannt), australischer Radrennfahrer
- James FitzGerald (Politiker) (1818–1896), englisch-neuseeländischer Kolonialist, Zeitungsgründer und Politiker
- James FitzGerald (Künstler) (1910–1973), US-amerikanischer Bildhauer und Maler
- James FitzGerald-Kenney (1878–1956), irischer Politiker
- James FitzMaurice FitzGerald († 1579), irischer Rebell
- James Edward Fitzgerald (1938–2003), US-amerikanischer Geistlicher, Weihbischof in Joliet
- James Martin Fitzgerald (1920–2011), US-amerikanischer Jurist
- Jim Fitzgerald (1926–2012), US-amerikanischer Philanthrop
- John Fitzgerald (Politiker, 1857) (1857–1930), englischer Politiker, Oberbürgermeister von Newcastle upon Tyne
- John Fitzgerald (Politiker, 1864) (1864–1936), australischer Politiker
- John Fitzgerald (Langstreckenläufer) (1886–1963), kanadischer Langstreckenläufer
- John Fitzgerald (Dichter) (1927–2007), irischer katholischer Schriftsteller und Philosoph
- John Fitzgerald (Footballspieler, 1948) (* 1948), US-amerikanischer American-Football-Spieler
- John Fitzgerald (Moderner Fünfkämpfer) (* 1948), US-amerikanischer Fünfkämpfer
- John Fitzgerald (Tennisspieler) (* 1960), australischer Tennisspieler
- John Fitzgerald (Rugbyspieler) (* 1961), irischer Rugby-Union-Spieler
- John Fitzgerald (Fußballspieler, 1968) (* 1968), kanadischer Fußballspieler
- John Fitzgerald (Footballspieler, 1975) (* 1975), US-amerikanischer Footballspieler
- John Fitzgerald (Fußballspieler, 1984) (* 1984), irischer Fußballspieler
- John Fitzgerald, Baron Fitzgerald (1816–1889), irisch-britischer Jurist und Politiker
- John Anster Fitzgerald (1823–1906), englischer Maler des Historismus
- John D. Fitzgerald (Schriftsteller) (John Dennis Fitzgerald; 1906–1988), US-amerikanischer Schriftsteller
- John D. FitzGerald (Wirtschaftswissenschaftler) (John Declan FitzGerald; * 1949), irischer Wirtschaftswissenschaftler
- John Driscoll Fitz-Gerald (1873–1946), US-amerikanischer Romanist und Hispanist
- John F. Fitzgerald (John Francis Fitzgerald; 1863–1950), US-amerikanischer Politiker, Bürgermeister von Boston
- John Forster FitzGerald (1784–1877), irischer Soldat, Offizier und Politiker
- John Francis Fitzgerald (Baseballspieler) (* 1933), US-amerikanischer Baseballspieler
- John H. Fitzgerald (1870–1921), US-amerikanischer Baseballspieler
- John J. Fitzgerald (Baseballspieler) (1866–1892), US-amerikanischer Baseballspieler
- John J. Fitz Gerald (auch John J. FitzGerald; 1893–1963), US-amerikanischer Sportjournalist
- John J. Fitzgerald (Filmemacher) (* 1977), US-amerikanischer Filmemacher
- John Joseph Fitzgerald (1872–1952), US-amerikanischer Politiker
- John Kennedy Fitzgerald (* 1968), kanadischer Fußballspieler
- John Robert Fitzgerald (* 1948), US-amerikanischer Footballspieler
- John S. Fitzgerald (* 1965), britischer Informatiker
- John Warner Fitzgerald (1924–2006), US-amerikanischer Politiker (Michigan)
- Joseph Fitzgerald (1904–1987), US-amerikanischer Eishockeyspieler
- Joseph Patrick Fitzgerald (1914–1986), irischer Erzbischof in Südafrika

### K
- Kate Fitzgerald (Skilangläuferin), US-amerikanische Skilangläuferin
- Kate Fitzgerald, irisch-US-amerikanische Immunologin; siehe Katherine A. Fitzgerald
- Kenji Fitzgerald, australischer Schauspieler
- Kerry Fitzgerald (1948–1991), australischer Rugby-Union-Schiedsrichter

### L
- Larry Fitzgerald (* 1983), US-amerikanischer American-Football-Spieler
- Lawrence J. Fitzgerald (vor 1869–1918), irisch-amerikanischer Politiker
- Leslie Desmond Edward Foster Vesey-Fitzgerald (1910–1974), irischer Entomologe, Ornithologe, Naturschützer und Pflanzensammler
- Liam Fitzgerald (1949–2025), irischer Politiker (Fianna Fáil)
- Luke Fitzgerald (* 1987), irischer Rugbyspieler

### M
- Mabel Purefoy FitzGerald (1872–1973), britische Physiologin und Pathologin
- Maurice FitzGerald († 1176), cambro-normannischer Adliger
- Maurice FitzGerald, 2. Earl of Desmond (1336–1358), irischer Adliger
- Michael Fitzgerald (Geistlicher) (* 1937), britischer Geistlicher und vatikanischer Diplomat
- Michael Fitzgerald (Mediziner) (* 1946), irischer Psychiater und Hochschullehrer
- Michael Fitzgerald (Schauspieler) (* 1951), Schauspieler
- Michael Fitzgerald (Produzent), Filmproduzent
- Michael Fitzgerald (Fußballspieler) (Michael James Fitzgerald; * 1988), neuseeländisch-japanischer Fußballspieler
- Michael Joseph Fitzgerald (* 1948), US-amerikanischer Geistlicher, Weihbischof in Philadelphia
- Mike Fitzgerald (Spieleautor) (* 1948), US-amerikanischer Spieleautor
- Mike Fitzgerald (Baseballspieler) (* 1960), US-amerikanischer Baseballspieler
- Mike Fitzgerald (Rennfahrer) (* 1966), US-amerikanischer Automobilrennfahrer

### N
- Neil Fitzgerald (1892–1982), irischer Schauspieler

### P
- Paudie Fitzgerald (1933–2020), irischer Radrennfahrer
- Paul Fitzgerald (Maler) (1922–2017), australischer Maler
- Paul Fitzgerald (Tennisspieler), australischer Tennisspieler
- Paul Fitzgerald (Geologe), neuseeländisch-amerikanischer Geologe
- Paul Fitzgerald (Boxer) (* 1963), irischer Boxer
- Paul Fitzgerald (Schauspieler) (* 1970), US-amerikanischer Schauspieler
- Patrick Fitzgerald, US-amerikanischer Jurist
- Patrik Fitzgerald (* 1956), englischer Sänger und Punk-Poet
- Penelope Fitzgerald (1916–2000), englische Schriftstellerin
- Peter Fitzgerald (Fußballspieler) (1937–2013), irischer Fußballspieler
- Peter Fitzgerald (Leichtathlet) (* 1953), australischer Sprinter
- Peter G. Fitzgerald (* 1960), US-amerikanischer Politiker

### R
- R. D. Fitzgerald (1902–1987), australischer Dichter
- Raymond FitzGerald (Raymond le Gros; † 1189/1200), englischer Adliger
- Robert FitzGerald (Politiker, 1637) (1637–1698), irischer Politiker, MP für Kildare County
- Robert FitzGerald (Politiker, 1654) (1654–1718), irischer Politiker, MP für Castlemartyr and Youghal
- Robert FitzGerald (Politiker, 1671) (1671–1725), irischer Politiker, MP für Charleville
- Robert Fitzgerald (Autor) (1910–1985), US-amerikanischer Poet, Kritiker und Übersetzer
- Robert Fitzgerald (Eisschnellläufer) (1923–2005), US-amerikanischer Eisschnellläufer
- Robert Desmond Fitzgerald (1830–1892), australischer Künstler
- Roy G. Fitzgerald (1875–1962), US-amerikanischer Politiker
- Rusty Fitzgerald (* 1972), US-amerikanischer Eishockeyspieler

### S
- Sarah Fitz-Gerald (* 1968), australische Squashspielerin
- Scott Fitzgerald (* 1948), britischer Sänger
- Scott Fitzgerald (Fußballspieler, 1969) (* 1969), irischer Fußballspieler und -trainer
- Scott Fitzgerald (Fußballspieler, 1979) (* 1979), englischer Fußballspieler
- Scott Fitzgerald (Boxer) (* 1991), britischer Boxer
- Scott L. Fitzgerald (* 1963), US-amerikanischer Politiker
- Skye Fitzgerald (* 1970), US-amerikanischer Filmemacher und Dokumentarfilmer
- Sudesh Fitzgerald (* 1986), guyanischer Dartspieler
- Susan Fitzgerald (1949–2013), irische Schauspielerin
- Sweeney Fitzgerald, englischer Forscher

### T
- Tara Fitzgerald (* 1967), britische Schauspielerin
- Thom Fitzgerald (* 1968), US-amerikanischer Filmregisseur
- Thomas FitzGerald, 10. Earl of Kildare (genannt Silken Thomas; 1513–1537), irischer Adliger und Rebellenführer
- Thomas Fitzgerald (Politiker) (1796–1855), US-amerikanischer Politiker
- Tom Fitzgerald (* 1968), US-amerikanischer Eishockeyspieler und -funktionär

### W
- Walter James Fitzgerald (1883–1947), US-amerikanischer Jesuit
- Willa Fitzgerald (* 1991), US-amerikanische Schauspielerin
- William Fitzgerald (Politiker) (1799–1864), US-amerikanischer Politiker
- William FitzGerald (Richter) (1906–1974), irischer Richter
- William FitzGerald-de Ros, 23. Baron de Ros (1797–1874), britischer Adliger und Offizier
- William F. Fitzgerald (1846–1903), US-amerikanischer Jurist
- William J. Fitzgerald (1887–1947), US-amerikanischer Politiker
- William James Fitzgerald (1861–1937), US-amerikanischer Politiker
- William Michael Fitzgerald (1903–1971), irischer römisch-katholischer Ordensgeistlicher und Weihbischof in Port of Spain
- William S. Fitzgerald (1880–1937), US-amerikanischer Politiker
- William T. Fitzgerald (1858–1939), US-amerikanischer Politiker
- William Vincent Fitzgerald (1867–1929), australischer Botaniker

### Z
- Zelda Fitzgerald (1900–1948), US-amerikanische Autorin